# Falcon (lenguaje de programación)
Falcon es un lenguaje de programación interpretado de código abierto multiparadigma diseñado por Giancarlo Niccolai. Se basa en una máquina virtual de propiedad y está disponible para las plataformas Microsoft Windows, GNU/Linux, Mac, Solaris y en el futuro BSD. Se propone como una herramienta para crear aplicaciones completas y aplicaciones web en relación con apache2. 

## Hello, world!
```
printl ("Hello, World")

```

o, utilizando el operador de impresión rápida ">"
```
> "Hello, world"

```

Falcon totalmente compatible con Unicode y el ejemplo siguiente se muestra la capacidad de internacionalización:
```
// International class; name and street 
class 国際( なまえ, Straße ) 
   // set class name and street address 
   नाम = なまえ 
   شَارِع   =  Straße 
   // Say who am I! 
   function 言え!() 
     >@"I am $(self.नाम) from ",self.شَارِع 
   end 
end 
// all the people of the world! 
民族 = [ 国際( "高田　Friederich", "台湾" ), 
   国際( "Smith Σωκράτης", "Cantù" ), 
   国際( "Stanisław Lec", "południow" ) ] 

for garçon in 民族: garçon.言え!()
```

## Paradigmas
- Paradigma orientado a objetos
- Paradigma funcional
- Paradigma imperativo o por procedimientos
- OOP sobre tablas
- Orientada a los mensajes
- OOP con prototipos

En la versión final contará con el apoyo de el paradigma lógico.